# Setge de Calataiud
|-
|
|}
El Setge de Calataiud de 1362 fou un dels episodis de la Guerra dels dos Peres.

## Antecedents
El 1361 es va signar la pau de Terrer, obligant-se ambdós reis a restituir-se els castells i llocs conquerits, però Pere el Cruel només volia guanyar temps i aliances. Va aconseguir la de Granada després d'haver fet assassinar Muhammad VI, aliat del Cerimoniós, la de Navarra i la d'Anglaterra. el Cruel va trencar la pau el 1361 i va atacar per sorpresa la frontera aragonesa, on va prendre Calataiud, Tarassona (que havia estat recuperada pel rei Pere el 1360), Borja, Magallón i Carinyena i va amenaçar Saragossa.

## El setge
L'onze de juny de 1362 Pere el Cruel tornà a atacar la frontera aragonesa i en paral·lel l'infant Lluís de Navarra va assetjar i prendre Sos i Salvatierra, agafant per sorpresa a Pere el Cerimoniós, que després de la Pau de Terrer va llicenciar les tropes.
El 7 de juny va posar setge a Calataiud, que va caure en mans castellanes el 7 de setembre.

## Conseqüències
La primavera de 1363 Pere el Cruel tornà a entrar a l'Aragó i pren Tarassona, però Daroca aguanta i s'apoderà de Terol. Pere el Cerimoniós es va apressar a reunir l'exèrcit a Saragossa, però Pere el Cruel va refusar d'enfrontar-s'hi i es va dirigir cap al País Valencià, prenent Sogorb, Xèrica, Morvedre, Almenara, el Puig, Llíria i Xiva, i va assetjar València, i pel camí en arribar el Cerimoniós, es va retirar a Morvedre, on es va signar la Pau de Morvedre el 2 de juliol.
La vila va romandre en mans castellanes fins al 1365, sent el seu alcaid Fernán Pérez de Monroig, i en reconeixement de la resistència, Pere el Cerimoniós va atorgar-li la distinció de ciutat.